# Marco Barrientos
Marco Antonio Barrientos Zumpano (Ciudad de México, 28 de junio de 1963), conocido simplemente como Marco Barrientos, es un cantante, músico, compositor, pastor, profesor y orador cristiano evangélico mexicano; conocido por combinar los principios bíblicos prácticos con el fluir de los cantos proféticos.
Marco tiene una extensa discografía, por las cuales ha sido nominado a los Premios Arpa en seis ocasiones, y a los Premios Grammy Latinos en tres oportunidades a Mejor Álbum Cristiano por sus producciones Viento más Fuego en 2004, Transformados en 2010, y Amanece en 2014.

## Biografía
Se graduó en la Universidad Bíblica de Cristo para las Naciones en 1985. Es un líder de alabanza y un orador internacional. Desde su graduación, ha estado en el ministerio de tiempo completo, comenzando como pastor asociado de "Amistad Cristiana" en la Ciudad de México. Allí permaneció 13 años, luego fundó el ministerio "Amistad Cristiana Internacional", y el sello musical "Aliento Producciones", del que es presidente.
Marco tiene más de 40 álbumes de alabanza y adoración y es autor de diferentes libros. Viaja extensamente, llevando la conferencia "Aliento del Cielo" por todo el mundo y más recientemente a ELAM, "Escuela de Líderes y Artes del Ministerio". En el 2004, él y su esposa comenzaron la iglesia "Centro Internacional Aliento" en Dallas, Texas. En 2010, acuerda con CanZion para la distribución de su música.
De su Conferencia Aliento 2016 en el Dallas Music Hall desde el estado de Texas, se grabó y el álbum El Encuentro, compuesto por 10 canciones compuestas por David Reyes, con excepción de dos de los temas compuestos por el cantautor australiano, Nathan Ironside. Esta producción se convirtió en la primera del intérprete en posicionarse en la lista de Billboard Top Latin Albums en la posición 27 y 25 durante dos semanas.
También es el director y anfitrión de "Avívanos", una conferencia anual de adoración que forma parte de Amistad Cristiana Internacional, Inc.

## Discografía
- Este Es El Día De Alabanza (1986)
- Sé Exaltado (1988)
- Por Siempre Señor (1989)
- Príncipe De Paz (1990)
- A La Batalla (1991)
- En Tí (1991)
- Delante De Tu Trono (1992)
- Un Día En Tu Presencia (1992)
- No Puedo Parar De Alabarte (1993)
- Tú Eres Señor (1994)
- Clamor De Guerra (1995)
- Poderoso Dios (1995)
- Espíritu Santo Y Fuego (1995)
- Río Poderoso (1996)
- Aliento Del Cielo (1997)
- Más De Ti (1997)
- No Hay Nadie Como Tú (1997)
- Una Vida De Alabanza (1998)
- Luz A Las Naciones (1998)
- Sin Reservas (1999)
- Un Día En Tu Presencia (Serie Vivo Nuevo Volumen I) (2000)
- Es Hora De Adorarle (2000)
- Clamemos a Jesús En Vivo Desde Él Zócalo (2001)
- Yo Soy Amor (2002)
- Venga Tu Reino (2002)
- Es Por Tu Gracia (2003)
- Yo Soy Tu Sanador (2003)
- Muéstrame Tu Gloria (2003)
- Yo Soy Tu Paz (2004)
- Viento Más Fuego (2004)
- Yo Soy Tu Padre (2005)
- Gozo En Tu Presencia (2005)
- Joy In Your Presence (2006)
- Yo Soy Tu Consolador (2006)
- Levántate Y Resplandece (2006)
- Yo Soy Tu Luz (2007)
- Cree, Todo Es Posible (2007)
- Yo Soy Tu Libertador (2008)
- Avívanos (2008)
- Descansa En Mí (2009)
- Yo Soy Tu Esperanza (2009)
- Momentos En Tu Presencia (2009)
- En Vivo Desde El Auditorio Nacional (2009)
- Intimo (2010)
- Transformados (2010)
- Momentos Espontáneos (2011)
- Ilumina (2012)
- Ilumina (En Vivo) (2013)
- Amanece (2014)
- Ambientes De Cuna, Vol. 1 (2015)
- Ambientes De Cuna, Vol. 2 (2016)
- El Encuentro (2016)
- Legado De Adoración (2016)
- Encuentros Con Dios, Vol. 1 (2017)
- Amor Inagotable (2020)
- Devocionales (2024)
- Exaltado (2024)